# 胡愈
胡愈（15世紀—16世紀），字宗韓，南直隸徽州府績溪縣市北人，明朝政治人物。

## 生平
成化四年（1468年），胡愈中式戊子科應天鄉試第一百三十五名舉人，授歸德州州同，當時河流泛濫，他向上級請求挖掘新河消除其勢，掘地時發現窖錢，都拿來用作治河費用；秩滿陞任敘州通判，代理雲陽縣政時消除當地宿弊，又解除長寧縣鹽工嚴苛稅項，六年後請求退休。

## 引用
1. 1 2  嘉慶《績溪縣志·卷十·人物志》：胡愈 字宗韓，市北人，成化戊子舉人，同知河南歸德州，時河失故道氾溢，愈白當事別鍬新河以殺其勢，掘地得窖錢悉以佐治河費。秩滿陞敘州府通判，□攝雲陽，□稅釐剔宿弊，長寧縣竈丁苦令苛激變，愈受委招撫，其地以寧，六載乞休。
2. ↑  道光《安徽通志·卷一百四十五·人物志》：胡愈，字宗韓，績溪人，以舉人授歸德同知，時河失故道泛溢甚，愈白當道別鍬新河以殺其勢，掘地得窖錢悉以佐治河費，陞敘州府通判。 《徽州府志》
3. ↑  道光《徽州府志·卷十二·人物志二》：胡愈 字宗韓，績谿市北人，成化戊子舉人，授歸德州同知，時河失故道泛溢，愈白當道別鍬新河以殺其勢，掘地得窖錢悉以佐治河費，陞敘州府通判。 康熙府志